# Grand Prix automobile de Long Beach 2022
Navigation
Édition précédente Édition suivante
Le Grand Prix automobile de Long Beach 2022 (officiellement appelé le 2022 Acura Grand Prix de Long Beach) a été une course de voitures de sport organisée sur le circuit urbain de Long Beach en Californie, aux États-Unis, qui s'est déroulée le 10 avril 2022 dans le cadre du Grand Prix de Long Beach. Il s'agissait de la troisième manche du championnat WeatherTech SportsCar Championship 2022 et seules les catégories Daytona Prototype international (DPi), GTD Pro et GTD y ont participé.

## Circuit

Circuit urbain de Long Beach

Le Grand Prix automobile de Long Beach 2022 se déroulent sur le Circuit urbain de Long Beach situé en Californie. Il s'agit d'un circuit automobile temporaire tracé dans les rues de la ville de Long Beach. Du fait de sa situation urbaine et en bord de mer, le circuit a été surnommé par les médias « Monaco of the West » (« Le Monaco de l'ouest »), en référence au célèbre circuit de Monaco.

## Engagés
La liste officielle des engagés était composée de 26 voitures, dont 6 en DPi, 6 en GTD Pro et 14 GTD.

## Qualifications
| Pos. | Classe  | N° | Équipe                                 | Pilote                | Temps          | Gril. |
| 1    | DPi     | 01 | Cadillac Racing                        | Sébastien Bourdais    | 1 min 09 s 472 | 1     |
| 2    | DPi     | 02 | Cadillac Racing                        | Alex Lynn             | 1 min 09 s 833 | 2     |
| 3    | DPi     | 60 | Meyer Shank Racing avec Curb Agajanian | Tom Blomqvist         | 1 min 09 s 939 | 3     |
| 4    | DPi     | 31 | Whelen Engineering Racing              | Pipo Derani           | 1 min 09 s 939 | 4     |
| 5    | DPi     | 5  | JDC Miller Motorsports                 | Tristan Vautier       | 1 min 10 s 376 | 5     |
| 6    | DPi     | 10 | Konica Minolta Acura                   | Filipe Albuquerque    | 1 min 10 s 576 | 6     |
| 7    | GTD Pro | 3  | Corvette Racing                        | Jordan Taylor         | 1 min 18 s 048 | 7     |
| 8    | GTD Pro | 25 | BMW Team RLL                           | Connor De Phillippi   | 1 min 18 s 115 | 8     |
| 9    | GTD Pro | 9  | Pfaff Motorsports                      | Mathieu Jaminet       | 1 min 18 s 173 | 9     |
| 10   | GTD Pro | 23 | Heart of Racing Team                   | Ross Gunn             | 1 min 18 s 437 | 10    |
| 11   | GTD     | 1  | Paul Miller Racing                     | Madison Snow          | 1 min 18 s 487 | 11    |
| 12   | GTD     | 96 | Turner Motorsport                      | Robby Foley           | 1 min 18 s 599 | 12    |
| 13   | GTD Pro | 14 | Vasser-Sullivan Racing                 | Jack Hawksworth       | 1 min 18 s 627 | 13    |
| 14   | GTD     | 32 | Gilbert / Korthoff Motorsports         | Mike Skeen (en)       | 1 min 18 s 918 | 14    |
| 15   | GTD     | 59 | Crucial Motorsports                    | Jon Miller            | 1 min 18 s 932 | 15    |
| 16   | GTD     | 57 | Winward Racing                         | Russell Ward (en)     | 1 min 18 s 973 | 16    |
| 17   | GTD     | 66 | Gradient Racing                        | Marc Miller (en)      | 1 min 19 s 146 | 17    |
| 18   | GTD     | 27 | Heart of Racing Team                   | Roman De Angelis (en) | 1 min 19 s 181 | 18    |
| 19   | GTD     | 12 | Vasser-Sullivan Racing                 | Frankie Montecalvo    | 1 min 19 s 181 | 19    |
| 20   | GTD     | 51 | Rick Ware Racing                       | Aidan Read            | 1 min 19 s 366 | 20    |
| 21   | GTD     | 70 | Inception Racing                       | Brendan Iribe         | 1 min 19 s 385 | 21    |
| 22   | GTD     | 39 | CarBahn avec Peregrine Racing          | Robert Megennis       | 1 min 19 s 742 | 22    |
| 23   | GTD Pro | 79 | WeatherTech Racing                     | Cooper MacNeil        | 1 min 19 s 743 | 23    |
| 24   | GTD     | 16 | Wright Motorsports                     | Ryan Hardwick         | 1 min 20 s 072 | 24    |
| 25   | GTD     | 99 | Team Hardpoint                         | Rob Ferriol           | 1 min 21 s 079 | 25    |
| 26   | GTD     | 34 | GMG Racing                             | Kyle Washington       | 1 min 23 s 938 | 26    |

## Course

### Classement de la course
Voici le classement provisoire au terme de la course.
- Les vainqueurs de chaque catégorie sont signalés par un fond jauni.
- Pour la colonne Pneus, il faut passer le curseur au-dessus du modèle pour connaître le manufacturier de pneumatiques.

| Pos     | Classe  | no | Écurie                                 | Pilotes                                 | Châssis                                 | Pneus | Tours | Temps             |
| ------- | ------- | -- | -------------------------------------- | --------------------------------------- | --------------------------------------- | ----- | ----- | ----------------- |
| Pos     | Classe  | no | Écurie                                 | Pilotes                                 | Moteur                                  | Pneus | Tours | Temps             |
| 1       | DPi     | 01 | Cadillac Racing                        | Sébastien Bourdais Renger van der Zande | Cadillac DPi-V.R                        | M     | 73    | 1 h 40 m 48 s 134 |
| 1       | DPi     | 01 | Cadillac Racing                        | Sébastien Bourdais Renger van der Zande | Cadillac 5,5 L V8 Atmo                  | M     | 73    | 1 h 40 m 48 s 134 |
| 2       | DPi     | 02 | Cadillac Racing                        | Earl Bamber Alex Lynn                   | Cadillac DPi-V.R                        | M     | 73    | + 3 s 761         |
| 2       | DPi     | 02 | Cadillac Racing                        | Earl Bamber Alex Lynn                   | Cadillac 5,5 L V8 Atmo                  | M     | 73    | + 3 s 761         |
| 3       | DPi     | 5  | JDC Miller Motorsports                 | Tristan Vautier Richard Westbrook       | Cadillac DPi-V.R                        | M     | 73    | + 9 s 048         |
| 3       | DPi     | 5  | JDC Miller Motorsports                 | Tristan Vautier Richard Westbrook       | Cadillac 5,5 L V8 Atmo                  | M     | 73    | + 9 s 048         |
| 4       | DPi     | 60 | Meyer Shank Racing avec Curb Agajanian | Tom Blomqvist Oliver Jarvis             | Acura ARX-05                            | M     | 73    | + 10 s 014        |
| 4       | DPi     | 60 | Meyer Shank Racing avec Curb Agajanian | Tom Blomqvist Oliver Jarvis             | Acura AR35TT 3,5 L V6 Turbo             | M     | 73    | + 10 s 014        |
| 5       | DPi     | 31 | Whelen Engineering Racing              | Pipo Derani Tristan Nunez               | Cadillac DPi-V.R                        | M     | 73    | + 10 s 535        |
| 5       | DPi     | 31 | Whelen Engineering Racing              | Pipo Derani Tristan Nunez               | Cadillac 5,5 L V8 Atmo                  | M     | 73    | + 10 s 535        |
| 6       | DPi     | 10 | Konica Minolta Acura                   | Filipe Albuquerque Ricky Taylor         | Acura ARX-05                            | M     | 73    | + 11 s 979        |
| 6       | DPi     | 10 | Konica Minolta Acura                   | Filipe Albuquerque Ricky Taylor         | Acura AR35TT 3,5 L V6 Turbo             | M     | 73    | + 11 s 979        |
| 7       | GTD Pro | 23 | Heart of Racing Team                   | Ross Gunn Alex Riberas                  | Aston Martin Vantage AMR GT3            | M     | 69    | + 4 Tours         |
| 7       | GTD Pro | 23 | Heart of Racing Team                   | Ross Gunn Alex Riberas                  | Aston Martin 4,0 L V8 Turbo             | M     | 69    | + 4 Tours         |
| 8       | GTD Pro | 14 | Vasser-Sullivan Racing                 | Ben Barnicoat Jack Hawksworth           | Lexus RC F GT3                          | M     | 69    | + 4 Tours         |
| 8       | GTD Pro | 14 | Vasser-Sullivan Racing                 | Ben Barnicoat Jack Hawksworth           | Toyota 2UR 5,0 L V8 Atmo                | M     | 69    | + 4 Tours         |
| 9       | GTD     | 1  | Paul Miller Racing                     | Bryan Sellers Madison Snow              | BMW M4 GT3                              | M     | 69    | + 4 Tours         |
| 9       | GTD     | 1  | Paul Miller Racing                     | Bryan Sellers Madison Snow              | BMW S58B30T0 3,0 L i6 M TwinPower Turbo | M     | 69    | + 4 Tours         |
| 10      | GTD Pro | 3  | Corvette Racing                        | Antonio García Jordan Taylor            | Chevrolet Corvette C8.R GTD             | M     | 69    | + 4 Tours         |
| 10      | GTD Pro | 3  | Corvette Racing                        | Antonio García Jordan Taylor            | Chevrolet 5,5 L V8 Atmo                 | M     | 69    | + 4 Tours         |
| 11      | GTD     | 66 | Gradient Racing                        | Mario Farnbacher Marc Miller (en)       | Acura NSX GT3 Evo22                     | M     | 69    | + 4 Tours         |
| 11      | GTD     | 66 | Gradient Racing                        | Mario Farnbacher Marc Miller (en)       | Acura 3,5 L V6 Turbo                    | M     | 69    | + 4 Tours         |
| 12      | GTD     | 12 | Vasser-Sullivan Racing                 | Frankie Montecalvo Aaron Telitz         | Lexus RC F GT3                          | M     | 69    | + 4 Tours         |
| 12      | GTD     | 12 | Vasser-Sullivan Racing                 | Frankie Montecalvo Aaron Telitz         | Toyota 2UR 5,0 L V8 Atmo                | M     | 69    | + 4 Tours         |
| 13      | GTD     | 96 | Turner Motorsport                      | Bill Auberlen Robby Foley               | BMW M4 GT3                              | M     | 69    | + 4 Tours         |
| 13      | GTD     | 96 | Turner Motorsport                      | Bill Auberlen Robby Foley               | BMW S58B30T0 3,0 L i6 M TwinPower Turbo | M     | 69    | + 4 Tours         |
| 14      | GTD     | 16 | Wright Motorsports                     | Ryan Hardwick Jan Heylen                | Porsche 911 GT3 R                       | M     | 69    | + 4 Tours         |
| 14      | GTD     | 16 | Wright Motorsports                     | Ryan Hardwick Jan Heylen                | Porsche MA1.76/MDG.G 4,0 L Flat-6 Atmo  | M     | 69    | + 4 Tours         |
| 15      | GTD     | 32 | Gilbert / Korthoff Motorsports         | Stevan McAleer Mike Skeen (en)          | Mercedes-AMG GT3 Evo                    | M     | 69    | + 4 Tours         |
| 15      | GTD     | 32 | Gilbert / Korthoff Motorsports         | Stevan McAleer Mike Skeen (en)          | Mercedes-Benz M159 6,2 L V8 Atmo        | M     | 69    | + 4 Tours         |
| 16      | GTD     | 99 | Team Hardpoint                         | Rob Ferriol Katherine Legge             | Porsche 911 GT3 R                       | M     | 69    | + 4 Tours         |
| 16      | GTD     | 99 | Team Hardpoint                         | Rob Ferriol Katherine Legge             | Porsche MA1.76/MDG.G 4,0 L Flat-6 Atmo  | M     | 69    | + 4 Tours         |
| 17      | GTD     | 51 | Rick Ware Racing                       | Ryan Eversley (en) Aidan Read           | Acura NSX GT3 Evo22                     | M     | 69    | + 4 Tours         |
| 17      | GTD     | 51 | Rick Ware Racing                       | Ryan Eversley (en) Aidan Read           | Acura 3,5 L V6 Turbo                    | M     | 69    | + 4 Tours         |
| 18      | GTD     | 70 | Inception Racing                       | Brendan Iribe Frederik Schandorff       | McLaren 720S GT3                        | M     | 69    | + 4 Tours         |
| 18      | GTD     | 70 | Inception Racing                       | Brendan Iribe Frederik Schandorff       | McLaren M840T 4,0 l V8 Bi-Turbo         | M     | 69    | + 4 Tours         |
| 19      | GTD Pro | 79 | WeatherTech Racing                     | Cooper MacNeil Raffaele Marciello       | Mercedes-AMG GT3 Evo                    | M     | 69    | + 4 Tours         |
| 19      | GTD Pro | 79 | WeatherTech Racing                     | Cooper MacNeil Raffaele Marciello       | Mercedes-Benz M159 6,2 L V8 Atmo        | M     | 69    | + 4 Tours         |
| 20      | GTD     | 34 | GMG Racing                             | Kyle Washington James Sofronas (en)     | Porsche 911 GT3 R                       | M     | 67    | + 6 Tours         |
| 20      | GTD     | 34 | GMG Racing                             | Kyle Washington James Sofronas (en)     | Porsche MA1.76/MDG.G 4,0 L Flat-6 Atmo  | M     | 67    | + 6 Tours         |
| 21 Abd. | GTD     | 39 | CarBahn avec Peregrine Racing          | Robert Megennis Jeff Westphal           | Lamborghini Huracán GT3 Evo             | M     | 57    |                   |
| 21 Abd. | GTD     | 39 | CarBahn avec Peregrine Racing          | Robert Megennis Jeff Westphal           | Lamborghini 5,2 L V10 Atmo              | M     | 57    |                   |
| 22 Abd. | GTD     | 27 | Heart of Racing Team                   | Roman De Angelis (en) Maxime Martin     | Aston Martin Vantage AMR GT3            | M     | 48    |                   |
| 22 Abd. | GTD     | 27 | Heart of Racing Team                   | Roman De Angelis (en) Maxime Martin     | Aston Martin 4,0 L V8 Turbo             | M     | 48    |                   |
| 23 Abd. | GTD     | 59 | Crucial Motorsports                    | Paul Holton Jon Miller                  | McLaren 720S GT3                        | M     | 47    |                   |
| 23 Abd. | GTD     | 59 | Crucial Motorsports                    | Paul Holton Jon Miller                  | McLaren M840T 4,0 l V8 Bi-Turbo         | M     | 47    |                   |
| 24 Abd. | GTD     | 57 | Winward Racing                         | Philip Ellis Russell Ward (en)          | Mercedes-AMG GT3 Evo                    | M     | 33    |                   |
| 24 Abd. | GTD     | 57 | Winward Racing                         | Philip Ellis Russell Ward (en)          | Mercedes-Benz M159 6,2 L V8 Atmo        | M     | 33    |                   |
| 25 Abd. | GTD Pro | 9  | Pfaff Motorsports                      | Matt Campbell Mathieu Jaminet           | Porsche 911 GT3 R                       | M     | 29    |                   |
| 25 Abd. | GTD Pro | 9  | Pfaff Motorsports                      | Matt Campbell Mathieu Jaminet           | Porsche MA1.76/MDG.G 4,0 L Flat-6 Atmo  | M     | 29    |                   |
| 26 Abd. | GTD Pro | 25 | BMW Team RLL                           | Connor De Phillippi John Edwards        | BMW M4 GT3                              | M     | 69    |                   |
| 26 Abd. | GTD Pro | 25 | BMW Team RLL                           | Connor De Phillippi John Edwards        | BMW S58B30T0 3,0 L i6 M TwinPower Turbo | M     | 69    |                   |

## Pole position et record du tour
- Pole position :  Sébastien Bourdais (#01 Cadillac Racing) en 1 min 09 s 472
- Meilleur tour en course :  Sébastien Bourdais (#01 Cadillac Racing) en 1 min 10 s 317

## Tours en tête
- no 01 Cadillac DPi-V.R - Cadillac Racing : 50 tours (1-5 / 29-73)[5]
- no 02 Cadillac DPi-V.R - Cadillac Racing : 23 tours (6-28)

## À noter
- Longueur du circuit : 1,968 miles (2,590 km)
- Distance parcourue par les vainqueurs : 143,664 miles (230,136 km)